# Gemeinde Colonnowska
Die Gemeinde Colonnowska (polnisch Gmina Kolonowskie) ist eine Stadt-und-Land-Gemeinde im Powiat Strzelecki der Woiwodschaft Opole in Polen. Ihr Sitz ist die gleichnamige Stadt mit etwa 3300 Einwohnern.

## Geografie
Die Gemeinde liegt in Oberschlesien. Die Grenze der Woiwodschaft Schlesien ist zwei Kilometer entfernt. Ihr Hauptort liegt rund 30 Kilometer östlich von Opole (Oppeln) und 65 Kilometer nordwestlich von Katowice (Kattowitz). Zu den Gewässern gehört der Fluss Malapane.

## Geschichte
Von 1945 bis 1950 lag der Gemeindesitz im Dorf Staniszcze Wielkie (Groß Stanisch) und die Landgemeinde hieß Gmina Staniszcze Wielkie. Im Jahr 1950 erfolgte die Verlegung in den heutigen Hauptort und die Region kam zur Woiwodschaft Opole. Diese änderte wiederholt ihren Zuschnitt. Im Jahr 1973 wurde Fosowskie (Vossowska) eingemeindet. Kolonowskie erhielt Stadtrecht und die Gemeinde ihren heutigen Status. Im Jahr 1975 bis wurden die Powiate aufgelöst und die Gemeinde kam bis 1998 zur Woiwodschaft Opole (1975). Der Powiat Strzelecki wurde 1999 wiedergegründet.
Am 22. September 2006 wurde in der Gemeinde Deutsch als zweite Amtssprache eingeführt. Am 14. November 2008 erhielten Orte und Gemeinde amtliche deutsche Namen. Zweisprachige Ortstafeln wurden im Januar 2011 aufgestellt.
Seit 2006 besteht eine Gemeindepartnerschaft mit Wolfsgraben. Colonnowska trat dem niederösterreichischen Klimabündnis NÖ bei und erhielt mit Genehmigung durch das polnische Außenamt eine entsprechende Ortstafel in polnischer Sprache.

## Politik

### Bürgermeister
An der Spitze der Verwaltung steht ein Bürgermeister. Dies ist seit 2006 Norbert Koston vom Wahlkomitee Deutsche Minderheit. Bei der turnusmäßigen Wahl 2024 wurde Koston ohne Gegenkandidaten mit 82,8 % der Stimmen wiedergewählt. Die Wahl 2018 führte zu folgendem Ergebnis:
- Janusz Żyłka (parteilos) 49,9 % der Stimmen
- Norbert Koston (Wahlkomitee Deutsche Minderheit) 41,3 % der Stimmen
- Maria Bednorz (parteilos) 8,8 % der Stimmen

Damit verpasste Żyłka die absolute Mehrheit im ersten Wahlgang nur um drei Stimmen (1093 Stimmen gegen 1095 für Koston und Bednorz zusammen). Im zweiten Wahlgang gelang es Amtsinhaber Koston dann doch noch sich mit 51,2 % der Stimmen gegenüber 48,8 % für Żyłka durchzusetzen und sein Amt zu verteidigen.

### Gemeinderat
Der Gemeinderat besteht aus 15 Mitgliedern und wird direkt gewählt. Die Gemeinderatswahl 2024 führte zu folgendem Ergebnis:
- Wahlkomitee unsere Gemeinde Kolonowskie 53,1 % der Stimmen, 10 Sitze
- Wahlkomitee Deutsche Minderheit 46,9 % der Stimmen, 5 Sitze

Die Gemeinderatswahl 2018 führte zu folgendem Ergebnis:
- Wahlkomitee unsere Gemeinde Kolonowskie 45,7 % der Stimmen, 11 Sitze
- Wahlkomitee Deutsche Minderheit 37,3 % der Stimmen, 4 Sitze
- Wahlkomitee der Einwohner 16,2 % der Stimmen, kein Sitz
- Übrige 0,8 % der Stimmen, kein Sitz

### Städte- und Gemeindepartnerschaften
- Beilrode, Sachsen
- Gehrden, Niedersachsen
- Chmeľnica, Slowakei
- Wolfsgraben, Österreich (seit 2006)

## Gliederung
Die Stadt-und-Land-Gemeinde Colonnowska umfasst neben der namensgebenden Stadt drei Dörfer:
- Colonnowska / Kolonowskie mit dem Ortsteil Vossowska / Fosowskie
- Carmerau / Spórok
- Klein Stanisch / Staniszcze Małe (1936–1945: Klein Zeidel)
- Groß Stanisch / Staniszcze Wielkie (1936–1945: Groß Zeidel)

Zwei weitere Ortschaften sind die Siedlungen bzw. Weiler Granica und Magda.

## Verkehr
Der Hauptort liegt an der Bahnstrecke Tarnowskie Góry–Opole, im Ortsteil Vossowska/Fosowskie liegt ein Knotenbahnhof, wo die Bahnstrecke Kielce–Fosowskie auf die Bahnstrecke nach Opole trifft. Früher wurde der Bahnhof auch von der Kleinbahn AG Guttentag–Vosswalde auf der Bahnstrecke Kędzierzyn-Koźle–Kluczbork bedient.